# Пилипів Ігор Васильович
Ігор Васильович Пилипів нар. 13.06.1957 року в с. Ілемня Рожнятівського району  Івано-Франківської області УРСР (нині Україна) - український історик, доктор історичних наук, професор.

## Біографія
Народився 13.06.1957 року в с. Ілемня Рожнятівського району  Івано-Франківської області. 
У 1972 році закінчив Ілемнянську восьмирічну школу. 
З 1972 по 1974 рр. навчався у Спаській середній школі Рожнятівського району.
У 1974 році поступив на історико-педагогічний факультет Івано-Франківського державного педагогічного інституту ім.. В. Стефаника,  який успішно закінчив у 1979 році, здобувши кваліфікацію учителя історії, суспільствознавства, методиста виховної роботи.
Впродовж 1979 по 1984 роки працював учителем історії та суспільствознавства Спаської СШ Рожнятівського району.  
З 1984 по 1986 роки – аспірант кафедри історії Львівського державного університету імені Івана Франка.
З серпня 1986 року, згідно з направленням міністерства вищої та середньої спеціальної освіти  працює в Івано-Франківському державному педагогічному інституті (з вересня 2004 року ‒ Прикарпатський національний університет імені В.Стефаника) на посаді асистента кафедри історії.
У лютому 1987 році захистив кандидатську дисертацію у Львівському державному університеті імені Івана Франка  і отримав наукову ступінь кандидата історичних наук на тему "Единство действий КПЗУ и КПЗБ по руководству революционно-освободительной борьбой трудящихся, 1923-1938 гг.".
В 1992 році переведений на посаду доцента кафедри історії України історичного факультету, де працював до травня 2003 року. У 1996 році присвоєно вчене звання доцента кафедри історії України.
У травні 2003 року у зв’язку з обранням по конкурсу, перейшов на роботу в Тернопільську академію народного господарства ( з 2006 р.- Тернопільський національний економічний університет,  а у 2020 р. ТНЕУ перейменовано на Західноукраїнський національний університет ) на посаду завідувача кафедри загальноекономічних та гуманітарних дисциплін Івано-Франківського інституту менеджменту. З 2003 по вересень 2019 року працював завідувачем кафедри загальноекономічних та гуманітарних дисциплін, кафедри гуманітарних дисциплін, кафедри гуманітарних та фундаментальних дисциплін Івано-Франківського навчально-наукового інституту менеджменту Тернопільського національного  економічного  університету.
У 2003 році обраний директором Івано-Франківського інституту менеджменту  цього ж ВУЗУ. В 2003 – 2011 роках  ‒ директор Івано -Франківського навчально-наукового інституту менеджменту  ТНЕУ. Одночасно виконував обов’язки завідувача кафедри  цього ж ВУЗУ.
У грудні 2011 році у Прикарпатському національному університеті ім. В.Стефаника захистив дисертацію на здобуття наукового ступеня доктора історичних наук на тему « Греко-католицька церква в суспільно-політичному житті Другої Речі Посполитої (1918–1939 рр.)» за спеціальністю 07.00.01. ‒ історія України. 
У липні  2013 році присвоєно вчене звання професора кафедри гуманітарних дисциплін. У ТНЕУ викладав дисципліни : методологію наукових досліджень, історію України, історію сучасного світу, політологію, філософію, соціологію, історію української культури, українознавство.
З жовтня 2019 року  перейшов на роботу у Прикарпатський національний університет імені В.Стефаника. Працює професором кафедр історії України і методики викладання історії та професором кафедри історії слов’ян (15 березня 2021 р. кафедру перейменовано на кафедру історії Центральної та Східної Європи і спеціальних галузей історичної науки) факультету історії, політології та міжнародних відносин Прикарпатського національного університету  імені В.Стефаника.
У грудні 2009 року Президентом України В.А.Ющенком присвоєно почесне звання «Заслужений працівник освіти України». 
В 2007 році нагороджений Орденом Святого Апостола Андрія Первозванного 1-го ступеня УАПЦ  (нині ПЦУ). Нагороджений грамотами ТНЕУ ( 2006, 2007, 2009, 2017, 2017 роки) та почесною грамотою митрополита  Івано-Франківської митрополії Української греко-католицької церкви В.Війтишина  (2017 р.).

## Наукова діяльність
Автор понад 100 наукових публікацій з історії Української греко-католицької церкви. У колі наукових зацікавлень є проблеми українсько-польських відносин першої половини ХХ століття, українські політичні партії та організації кінця ХІХ- першої половини ХХ століття, діяльність релігійних організацій західноукраїнських земель в 20-30 – ті роки ХХ століття, біографії церковних та релігійних діячів УГКЦ.